# Championnet Sports
Il Championnet Sports è una società cestistica avente sede a Parigi, in Francia.

## Storia
Fondata nel 1914 all'interno della polisportiva Association Championnet ha avuto il suo momento di massimo splendore negli anni 1940 e 1950 vincendo l'Excellence 1944-1945. Oggi gioca nelle serie dilettantistiche del campionato francese.

## Palmarès
- Campionato francese: 1

1944-45